# Камикава, Тору
То́ру Ками́кава (яп. 上 川徹, родился 8 июня 1963 в Кагосиме) — бывший японский футбольный судья, дебютировавший в японской профессиональной Джей-лиге в 1996 году.
Тору стал судьёй международной категории с 1998 года, он судил один матч на чемпионате мира по футболу 2002 и три матча на чемпионате мира 2006 года.
На ЧМ-2002 он судил первый матч группы между сборными Ирландии и Камеруна. На чемпионате мира 2006 года он судил матчи группового этапа между сборными Польши и Эквадора в группе А и между сборными Англии и Тринидада и Тобаго в группе B. Он также судил матч за третье место между сборными Германии и Португалии.
Он был выбран судьёй года АФК в 2002 году и судьёй года Джей-лиги в 2003 и 2006 годах.
Камикава стал первым азиатом, отсудившим матч Российской Футбольной Премьер-Лиги, когда он судил матч между клубами «Луч-Энергия» и «Спартак» 20 августа 2006 года в городе Владивосток.
Прежде чем стать судьёй, он играл в футбол на позиции нападающего. Он получил образование и играл за Национальный колледж технологии Кагасимы и Токайский университет. Он представлял Японию на несовершеннолетнем уровне в 1981 году. После окончания школы он перешёл в команду «Фудзита» из Футбольной Лиги Японии и завершил свою игровую карьеру там в 1991 году.
Он объявил о своём завершении международной игры в октябре 2006 года, в том числе и из-за травмы колена, хотя у него оставалось ещё два года до достижения пенсионного возраста международного рефери. Он полностью ушёл из судейства в январе 2007 года. Сейчас он работает на Футбольную Ассоциацию Японии, помогая молодым судьям развивать свои навыки.